# スポーツ刈り
スポーツ刈り（スポーツがり）とは、側頭部と後頭部を高めに刈り上げ、切り揃えた頭頂部と角をなめらかに繋げるように刈り、前髪を少し長めにする男性の髪型。角を四角く残した刈り方は角刈りとして区別される。野球などのスポーツをする学生を中心に流行ったので、この名で呼ばれていた。ブロースの変形で、スポーツ刈りはラウンドブロースである。本来、頭頂部を平らに切り揃えるが、近年では切り揃えず自然にしたものをスポーツ刈りと呼んでいる事があるため、散髪の際は注意が必要である。
短髪なので洗いやすく、清潔さを保ちやすいことから職人や板前、ヘルメットや空気呼吸器を着用する事の多い消防吏員やなどを中心に多く見られる髪型である。特に消防吏員は面体が密着しなくなるため、髭を禁止する規定と合わせて選ばれやすい。
自衛隊の教育隊では男性の髪型として義務づけられている。修了すると自衛隊法第58条「品位を保つ義務」が容認する範囲で自由になるが、自衛隊の普通科を含む自衛官の場合、衛生面のほか格闘戦で髪を掴まれる危険を避けること、ヘルメットとの相性などからスポーツ刈りを維持したり、刈る範囲を増やし頭頂部だけ髪を残すGIカットが選ばれることも多い。1980〜2000年代の男児、男子生徒の定番の髪型であったが、近年はソフトモヒカン、ツーブロック、フェード・スキンフェードスタイル等が登場し、近年ではスポーツ刈りにしている男性は少ない。

## 慎太郎刈り

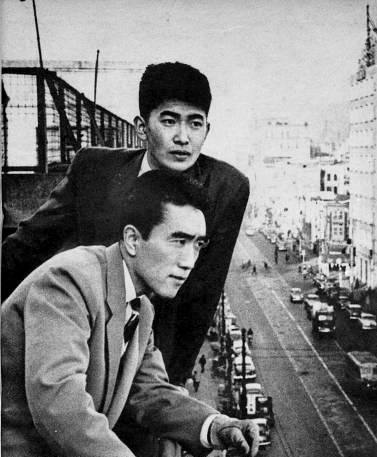
後方が1956年当時の石原慎太郎。（前方三島由紀夫）

石原慎太郎の弟の石原裕次郎が考案したスポーツ刈りの類型。前髪を更に長くするもので、1956年（昭和31年）に石原慎太郎が『太陽の季節』（映画版）に出演した際この髪型だった為、某紙（東京新聞とされるが未詳）の記者にこう呼ばれるようになり流行した。当時、石原慎太郎が通っていた床屋は神奈川県逗子市の「塩沢理容店」（店主・塩沢茂一）。石原自身は、自分の名前が呼び捨てにされることから、「慎太郎刈り」という名称を嫌っていたという。これが原因で、日本人男性が帽子を被る習慣が廃れ、国内の帽子メーカーは苦戦を強いられたと言われる。